# 泰芙努特
泰芙努特（Tefnut）是埃及神话中的潮湿女神，生育之神，赫利奥波利斯城九柱神之一。泰芙努特在地上的化身是母狮。崇拜她的中心地区是赫利奥波利斯城，据此地神话说，她与丈夫(空气神舒)是阿图姆(拉·阿图姆)的第一对孪生子女。她们的子女是苍天女神努特和大地神盖布。泰芙努特有时也被认为是孟菲斯地方神普塔赫之妻，太阳神拉之女，太阳神之眼，长在拉的前额上。每当太阳升起，她的眼睛就要喷出火焰，烧灼大神的敌人。在这方面，泰芙努特与乌托等同。乌佩斯和塞莎特是她的两个变体。
有一则故事说，泰芙努特作为太阳之眼躲到努比亚去了(埃及出现了干旱)，拉神派图特和舒(另一说是奥努里斯)去寻找她。泰芙努特她变成了一只猫，攻击一切靠近她的男人和男神。最后，图特神在乔装之下终于说服了她返回埃及。
她与舒神结婚，预示着自然界的复苏和繁茂。泰芙努特与姆特、巴斯特、哈托尔、塞赫麦特以及其他狮子女神混同。